# Autobahn Rizhao–Lankao
Die Autobahn Rizhao–Lankao oder Rilan-Autobahn (chinesisch 日兰高速公路, Pinyin Rìlán gāosù gōnglù, englisch Rilan Expressway), chin. Abk. G1511, ist eine regionale Autobahn in den Provinzen Shandong und Henan im Osten Chinas. Die 469 km lange Autobahn führt von der Küstenstadt Rizhao aus in westlicher Richtung über Qufu, Jining, Juye und Heze bis nach Lankao und mündet dort in die Autobahn G30 ein. Zwischen Juye und Heze verläuft sie auf der G35.